# Papagomys armandvillei
Il ratto gigante di Flores (Papagomys armandvillei  Jentink, 1892) è un roditore della famiglia dei Muridi endemico dell'isola di Flores.

## Descrizione

### Dimensioni
Roditore di grandi dimensioni, con la lunghezza della testa e del corpo tra 400 e 435 mm, la lunghezza della coda tra 330 e 360 mm, la lunghezza del piede tra 81 e 88 mm e la lunghezza delle orecchie tra 26 e 31 mm.

### Aspetto
Il corpo è robusto ed è rivestito di una pelliccia densa e ruvida, cosparsa densamente di peli spinosi lunghi 30–35 mm. Le parti superiori, incluso il dorso delle zampe, variano dal marrone scuro al bruno-rossiccio, più scuro lungo la parte mediana della testa e della schiena, mentre le parti inferiori sono grigio pallido, con dei leggeri riflessi bruno-rossicci. La linea di demarcazione tra le due parti è più netta sul mento, la gola e sul dorso delle zampe. Le vibrisse sono lunghe e nere. Le orecchie sono piccole e rotonde, marroni scure e ricoperte finemente di piccoli peli brunastri. Le zampe anteriori sono corte e larghe. I piedi sono lunghi e larghi. Tutte le dita sono munite di artigli robusti. La coda è più corta della testa e del corpo, è uniformemente bruno-nerastra con il terzo terminale generalmente bianco ed è ricoperta da 6-7 anelli di grosse scaglie per centimetro.

## Biologia

### Comportamento
È una specie terricola.

### Alimentazione
La sua dentizione fa supporre una dieta a base di foglie, germogli, frutta e alcuni tipi di insetti.

## Distribuzione e habitat
Questa specie è diffusa sull'isola di Flores.
Vive probabilmente in diversi tipi di habitat, incluse aree alterate e le foreste rigenerate.

## Conservazione
La IUCN Red List, considerato l'areale ristretto e la caccia a cui è soggetta come fonte alimentare, classifica P.armandvillei come specie prossima alla minaccia (NT).